# Dekret o Wulgacie
Dekret o Wulgacie – dekret uchwalony na IV sesji soboru trydenckiego w dniu 8 kwietnia 1546 roku, na mocy którego łacińska Wulgata stała się jedynym autentycznym tekstem Pisma Świętego w Kościele rzymskokatolickim.

## Treść dekretu (fragment)
[DZ 785] Ponadto tenże święty Sobór, uważając, że niemało korzyści może wyniknąć dla Kościoła Bożego jeśli ze wszystkich używanych wydań łacińskich Świętych Ksiąg wskaże, które należy uważać za autentyczne, postanawia i wyjaśnia, że starożytne wydanie Wulgaty, które zdobyło uznanie przez długie używanie w ciągu tak wielu wieków w Kościele, jest uważane za autentyczne w publicznym nauczaniu, debatach, kazaniach i wykładach, i żeby nikt nie odważył się ani nie śmiał odrzucić go pod jakimkolwiek pretekstem.

## Realizacja dekretu i skutki
Dopiero papież Sykstus V w ciągu opracował własną wersję Wulgaty. Była to pierwsza wersja Wulgaty autoryzowana przez papieża i przeszła do historii pod nazwą Wulgaty sykstyńskiej. Dwa lata później ukazała się kolejna autoryzowana wersja Wulgaty Klemensa VIII, która stała się znana jako Wulgata klementyńska i aż do XX wieku stanowiła oficjalny tekst Pisma Świętego w Kościele rzymskokatolickim.
Przekład Jakuba Wujka został pierwotnie dokonany na podstawie Wulgaty lowańskiej, dlatego też wkrótce po jego ukończeniu (1595) należało go dostosować do brzmienia Wulgaty klementyńskiej. Zadanie to powierzono komisji rewizyjnej, która dokonała stosownych poprawek niedługo po śmierci autora (1597). Wprowadzone poprawki i zmiany były liczne i poważne, zaś jednak przekład ten został wydany w 1599 roku i przeszedł do historii jako Biblia Wujka.

## Zmiana stanowiska Kościoła katolickiego
W 1893 roku papież Leon XIII wydał encyklikę Providentissimus Deus, w której dopuścił korzystanie z tekstów oryginalnych w przypadku niejasności zawartych w Wulgacie, a także zalecił ożywienie i uporządkowania studiów biblijnych, zaś w 1920 roku papież Benedykt XV opublikował Spiritus Paraclitus, w której zalecił czytanie i szerokie stosowanie Pisma Świętego w duszpasterstwie. W podobnym duchu wypowiadał się Pius XII (encyklika Divino afflante Spiritu, 1946) oraz Jan XXIII. Na Soborze watykańskim II zalecono dokonywanie przekładów z tekstów oryginalnych.
W 1979 roku okazała się konstytucja papieża Jana Pawła II Scripturum Thesaurus, która wprowadziła do użytku nowy przekład, zwany Neowulgatą, będący zrewidowaną i poprawioną wersją Wulgaty. W odróżnieniu od Wulgaty klementyńskiej, Neowulgata jest określana wersją „typiczną”.